# VideoNow
Le VideoNow est un lecteur portable de disques vidéos développé par Hasbro et Tiger Electronics, sorti en 2003.  Il est compatible avec les disques PVD, format propriétaire acronyme de Personal Video Disc. La plupart des séries et films sortis sur l'appareil sont à destination du jeune public. 
La première génération du lecteur était dotée d'un affichage monochrome, sans rétroéclairage. Le VideoNow Color, sorti en 2004, inclut un affichage couleur et rétroéclairé en plus de boutons supplémentaires pour l'avance rapide.

## Historique
Le VideoNow est annoncé par Hasbro en 2003 et sa commercialisation débute courant 2003 en Amérique du Nord. Les premiers disques contiennent des épisodes de séries Nickelodeon comme Bob l'éponge, Mes parrains sont magiques, ou La famille Delajungle. Par la suite, des accords sont passés avec Cartoon Network pour distribuer des épisodes de séries telles que Le laboratoire de Dexter, Les Super Nanas.
Un an après le premier VideoNow sort la gamme Game Boy Advance Video de Nintendo, un concept similaire qui tire profit de l'écran couleur et rétroéclairé des Game Boy Advance SP. La même année Hasbro lance le VideoNow Color, une nouvelle version du lecteur avec un affichage en couleur qui rencontre plus de succès que la première génération,. Les disques évoluent et deviennent légèrement plus petits. 
Une nouvelle version nommée VideoNow XP est commercialisée en Amérique à partir de 2005, avec un écran plus grand et des fonctions de jeu. Son apparence se rapproche de celle d'un lecteur DVD portable classique. Enfin, la dernière version de VideoNow sortie en France est une variation du VideoNow Color, en plastique translucide.

## Caractéristiques et format
Le lecteur Color dispose d'un écran LCD rétroéclairé avec une définition de 216 par 160 pixels, qui affiche jusqu'à 15 images par seconde. Il fonctionne avec trois piles AA. L'appareil se décline en bleu, orange, violet, rose, et blanc. Il ne dispose que d'un seul haut-parleur, le son étant en mono. 
Les disques PVD peuvent stocker jusqu'à 30 minutes de vidéo, pour une capacité de 450 MB. Il s'agit en réalité de CDs classiques, au format et à la taille atypique. Les premiers disques destinés à la version monochrome du lecteur mesuraient 85mm de diamètre, contre 108mm,, pour les disques de la gamme Color. Il existe également des disques PVD vierges, sur lesquels l'utilisateur peut charger ses propres vidéos. Ces disques étaient distribués avec le VideoNow Media Wizard, un logiciel d'Hasbro sorti en 2005 permettant de modifier et de compiler ses propres clips vidéos dans le format PVD. 

## Liste des disques
Les disques PVD suivants sont sortis sur le territoire français:
- Bob l'éponge : Sculptures sur bulles et Un nouveau comique
- Hé Arnold ! : Le journal (partie 1)
- Hilary Duff : Une journée avec Hilary Duff[9]
- Jackie Chan : Le masque d'El Toro Fuerte
- Jackie Chan : L'opération grande surprise
- Jackie Chan : La reine des ombres
- Jimmy Neutron : Dans tes rêves et A la recherche de Borg le rouge
- Jimmy Neutron : Jimmy le hamster et Le fantôme de Retroville
- Jimmy Neutron : Sherlock Jimmy et La sécurité avant tout
- Jimmy Neutron : La guerre du rock et Jimmy sur glace
- La famille Delajungle : Lord Nigel (partie 1)
- Le laboratoire de Dexter : Convention peu conventionnelle, Opération Mains Propres et Le marchand de glace
- Le laboratoire de Dexter : Bataille de robots, Les envahisseurs arrivent et Un prisonnier de l'espace
- Mr. Bean : L'arrêt du bus, Claviers en folie et L'anniversaire
- Les Razmoket : Le concours de danse, Le bain et Une sœur
- Les Razmoket : Les assistants de papa et Une poupée plus vraie que nature
- Les Razmoket : Sauvons Reptor et Joyeux anniversaire
- Rocket Power : Otto 3000 et Le rôdeur
- Shaman King : Fantômes, et plus... Si affinités!
- Sonic X : L’arrivée de Sonic[2]
- Sonix X : Zone 99[2]
- Sonic X : Duel au sommet et Le maître d’école[2]
- Les Super Nanas : Colis Piégé et Les Nanas se rebiffent[9]
- Les Tortues Ninjas : La roulette de Bu-Ki, Un drôle de singe et Le savant fou
- Totally Spies : L'île des gladiateurs
- Totally Spies : Ma Meilleure Momie[9]